# Aithorape frontalis
Aithorape frontalis is een vlinder uit de familie van de Megalopygidae. De wetenschappelijke naam van de soort is voor het eerst geldig gepubliceerd in 1920 door Schaus.